# Emilio Galve
Emilio Galve, (nacido 18 de octubre de 1923 en Oliete, Teruel) fue un exjugador de baloncesto español.   

## Trayectoria
Nacido en  Oliete, Teruel el 18 de octubre de 1923, con 2 años se traslada a Barcelona con su familia. En un principio jugaba al fútbol, iniciándose en el baloncesto en el Laietà Basket Club, con 17 años formaba parte del juvenil, y al año siguiente jugaba en el primer equipo, llegándo a ganar con el Laietà dos Copas de España, en el año 1942 y 1944. En 1944 ficha por el FC Barcelona, ganando 3 Copas de España en los año 1945, 1947 y 1949. Luego jugaría un año en el Club Bàsquet Mollet, dos años en el FC Barcelona y volvió al Club Bàsquet Mollet. Probaría fortuna en el balonmano, jugando en el  en el UD Sants, y volvió al baloncesto para jugar 6 años en el Orillo Verde de Sabadell. Sus siguientes equipos serían el Valls (2 años como jugador y otro como jugador-entrenador) y CC Hospitalet (3 años como jugador y otros 3 como jugador-entrenador), retirándose del baloncesto con 40 años.